# Самопонимание
Самопонимание — психологический процесс, ключевая способность индивида, связанная с осознанием собственных действий, чувств и мотивов, принятие себя как часть социума, самостоятельная личность. Важный аспект психотерапии, предоставляет человеку отчёт о роли в обществе и взаимодействия в межличностных отношениях. Улучшение самопонимания включает в себя самонаблюдение, самоанализ, обратную связь от других и профессиональную помощь, что способствует саморазвитию и самореализации. Тесно связано с самоконцепцией и самооценкой, влияя на поведение, эмоции и уровень стресса. Кроме того, способствует саморегуляции, что помогает достигать целей, преодолевать трудности и препятствия.

## В психологии
Самопонимание в психологии человеческого бытия запускает поиск себя через самоинтерпретацию, зависящую от позиции субъекта и типа самопонимания. Типы самопонимания могут быть связаны с типами вопросов, которые человек задаёт себе, и соответствуют различным традициям понимания: когнитивной, социокультурной и герменевтической. Независимая самоинтерпретация фокусируется на уникальности личности, в то время как взаимозависимая связана с принадлежностью к группам, и герменевтическая традиция подразумевает интерпретацию опыта через культурный контекст.
Процесс понимания смысла существования, который включает когнитивное и эмоциональное согласование самосознания с реальностью является как латентной частью социального взаимодействия, так и самостоятельным индивидуальным феноменом. Понимание требует деятельности и всегда связано с ней. Самопонимание, наряду с функцией постижения человеком смысла своего существования выполняет функцию формирования тезауруса личности. Осмысленное самопонимание формирует систему понятий и влияет на поведение, бывает глубоким и отчётливым, или поверхностным и нечётким. Рассматривая явление как процесс, можно выделить три взаимосвязанных компонента в его структуре: потребностно-мотивационный, эмоционально-волевой и когнитивный.
На автономном уровне индивид задаёт себе познавательные вопросы с целью сформировать комплексное и непротиворечивое представление о собственной личности и внутреннем мире. В то время как на поставтономном уровне акцент смещается к выявлению значимых ценностносмысловых контекстов, в которые человек вступает, и к обозначению более конкретных вопросов. Рациональные мысли и рефлексия перестают восприниматься как данность и становятся объектами сомнения и исследования, сопровождаются стремлением к осознанию непрерывного изменения собственного взгляда на мир, что в конечном итоге способствует пониманию ограниченности индивидуальной идентичности и динамики сменяющихся ценностей и смыслов.

## Подростковый возраст
Концентрируясь на исследованиях самопонимания, особенно в старшем подростковом возрасте, выявляется, что в данном возрасте происходит активное развитие осознания собственных мыслей, чувств и намерений, что сопровождается более глубоким пониманием идентичности и более положительным восприятием самого себя. Развитие самопонимания тесно связано с самоактуализацией и самоотношением, что способствует уверенности и удовлетворённости самости «я». Самопонимание молодёжи продолжает эволюционировать по мере взросления, и наибольшие изменения происходят у молодых людей 15-16 лет, с более глубокими и насыщенными представлениями о себе и увеличенной связью между самопониманием и другими аспектами и чертами личности.
В современной психологии, в подростковом возрасте, период характеризуется переходом от детского комплексного мышления к абстрактному мышлению и формированию понятий. Трудности самопонимания связаны с культурными и биологическими факторами, и их преодоление требует разнообразных методов, включая тренинги, игры и беседы. Для педагога или учителя важно  совмещать эмоциональное самопонимание и способствовать позитивному эмоциональному отношению к себе и миру.
Чтобы добиться в этом успеха, организовываются условия для саморазвития подростков через: повышение у учащихся социальной компетентности; формирование ценностного отношения к себе, другим и человечеству; создание нового типа развивающей среды, способствующей личностному росту; развитие социальных навыков поведения и установок на самостоятельное решение социальных проблемных ситуаций. Кроме психологических игр с целью развития эмоционального компонента самопонимания можно включать информационные и консультативные беседы. Целью проведения таких бесед является информирование по ряду вопросов (значение и место эмоций в жизни человека, признаки зрелости и незрелости эмоциональной сферы, и др.), осмысление полученной информации о себе, включение её в систему представлений о себе, разрешение противоречий, возникающих в ходе этих процессов.

## Взрослая жизнь
Американские психологи Б. Слугоский и Дж. Гинзбург пересматривают Эриксоновскую концепцию идентичности как рассказов о себе на разных этапах жизни, строя связь между стабильностью рассказов и социальными связями индивида. Д.П. Макадамс видит идентичность как личностную историю, объединяющую разные аспекты личности во времени. Х. Левин и Т. Сарбин подчеркивают роль чтения историй в формировании идентичности. Г. Херманс рассматривает идентичность как полифонический роман с множеством голосов. Нарративная психотерапия, предложенная М. Уайтом и Д. Эпстоном, акцентирует важность выражения опыта через истории и их влияние на формирование смысла и опыта в контексте культуры и социальных норм. Исследования семейных историй подчёркивают их влияние на самопонимание, выделяя три стиля семейного соконструирования историй воспоминаний: скоординированный, индивидуальный и навязанный, оказывающие разное воздействие на самоуважение и локус-контроль детей. Д. Вест и Л. Данн рассматривают использование детьми историй самопонимания для изменения поведения. Терапевтические истории в Анонимных алкоголиках также подчёркивают значение создания историй без участия алкоголя для достижения самопонимания. Феномен автобиографической памяти (АП) исследуется В.В. Нурковой и пересекается с понятием самопонимания, включая экзистенциальные функции АП, которые сопоставляются с самопониманием в нарративном подходе. Нарративная традиция также включает изучение феномена самоинтерпретации, которая связана с культурным влиянием на самопонимание.
Самопонимание играет ключевую роль в формировании психологически зрелой личности. Люди с высокой степенью самопонимания обычно проявляют интерес к собственным мыслям и чувствам, способны жить в настоящем, их характеризует жажда нового, независимость и позитивное самовосприятие. Данные качества способствуют установлению крепких и доброжелательных отношений с окружающими и снижению социальных стереотипов.